# TRAVELING GARGOYLE
「TRAVELING GARGOYLE」（トラヴェリング ガーゴイル）は、日本のバンド・ストレイテナーのメジャー1枚目のシングルである。2003年10月16日発売。発売元は東芝EMI。
『LOST WORLD'S ANTHOLOGY』の先行シングルとしてリリースされた。CD EXTRA仕様。「TRAVELING GARGOYLE」のミュージックビデオ収録。
ストリーミング配信ではメジャーデビュー以降の音源でこのシングルのみ配信されていない。ただし、「TRAVELING GARGOYLE」と「奇跡の街」は『LOST WORLD'S ANTHOLOGY』収録曲として、「SPEEDGUN」は『STOUT』再録曲として配信されている。

## 収録曲
1. TRAVELING GARGOYLE(3:13)
作詞・作曲：ホリエアツシ、編曲：ストレイテナー
2. SPEEDGUN(3:07)
作詞・作曲：ホリエアツシ、編曲：ストレイテナー
セルフカバーアルバム『STOUT』では4人編成で再録されている。
3. 奇跡の街(4:18)
作詞・作曲：ホリエアツシ、編曲：ストレイテナー
ホリエ曰く「コールドプレイのようなバンドの世界観をイメージして作った曲」。タイトルも敢えてベタな感じを狙っているという。
『LOST WORLD'S ANTHOLOGY』には別バージョン(RADIO FREAK EDIT)として収録、「Lightning」では4人編成で再録されたものがカップリングに収録された。

## 収録アルバム
1. TRAVELING GARGOYLE
『LOST WORLD'S ANTHOLOGY』
2. SPEEDGUN
『STOUT』(「STOUT ver.」)
3. 奇跡の街
『LOST WORLD'S ANTHOLOGY』(「RADIO FREAK EDIT」として)、「Lightning」(再録)